# 程祖洛
程祖洛（1777—1848年），字问源，号梓庭，安徽歙县人。
嘉庆四年(1799年)中进士，授刑部主事。后历任郎中、内阁学士、江西按察使、湖南布政使、山东布政使等职。道光二年(1822年)，任陕西巡抚，后调河南。道光七年(1827年)丁母忧。后任工部侍郎。道光十年（1830年7月）六月任湖南巡抚，调江苏。道光十二年(1832年)任闽浙总督。之后，奉命查办浙江盐务。台湾张丙等起事后，命将军瑚松额督兵平定，程祖洛治后路军需。道光十六年(1836年)程祖洛丁父忧并称病不出。道光二十八年(1848年)卒赠太子太保，谥简敬。

## 延伸阅读
[在维基数据编辑]
 《清史稿/卷380》，出自趙爾巽《清史稿》